# 盧日尼采河畔洛姆尼采
盧日尼采河畔洛姆尼采是捷克的城鎮，位於該國南部盧日尼采河畔，距離首府捷克布傑約維采21公里，由南摩拉維亞州負責管轄，面積18.9平方公里，海拔高度424米，2011年人口1,785。

## 外部連結
- （捷克文） Official website （页面存档备份，存于）